# Epsilon1 Arae
Epsilon1 Arae (ε1 Ara / ε1 Arae) è una stella gigante arancione di magnitudine 4,07 situata nella costellazione dell'Altare. Dista 304 anni luce dal sistema solare.

## Osservazione
Si tratta di una stella situata nell'emisfero celeste australe. La sua posizione è fortemente australe e ciò comporta che la stella sia osservabile prevalentemente dall'emisfero sud, dove si presenta circumpolare anche da gran parte delle regioni temperate; dall'emisfero nord la sua visibilità è invece limitata alle regioni temperate inferiori e alla fascia tropicale. Essendo di magnitudine 4,1, la si può osservare anche dai piccoli centri urbani senza difficoltà, sebbene un cielo non eccessivamente inquinato sia maggiormente indicato per la sua individuazione.
Il periodo migliore per la sua osservazione nel cielo serale ricade nei mesi compresi fra maggio e settembre; nell'emisfero sud è visibile anche per gran parte della primavera, grazie alla declinazione boreale della stella, mentre nell'emisfero sud può essere osservata limitatamente durante i mesi estivi boreali.

## Caratteristiche fisiche
La stella è una gigante arancione di classe spettrale K4III; ha una massa 1,74 volte quella solare, e come le stelle di questa massa, nonostante un'età stimata in 1,7 miliardi di anni, è già uscita dalla sequenza principale per entrare nello stadio di gigante aumentando il suo raggio a 34 volte quello del Sole, e avviandosi verso l'ultima fase della sua esistenza.
La sua magnitudine assoluta è di -0,78 e la sua velocità radiale positiva indica che la stella si sta allontanando dal sistema solare.